# Colanthelia distans
Colanthelia distans là một loài thực vật có hoa trong họ Hòa thảo. Loài này được (Trin.) McClure mô tả khoa học đầu tiên năm 1973.